# خربة بن شنظور

تعديل مصدري - تعديل

خربة بن شنظور هي إحدى قرى عزلة القارة بمديرية رصد التابعة لمحافظة أبين، بلغ تعداد سكانها 39 نسمة حسب تعداد اليمن لعام 2004.